# (100266) Sadamisaki
(100266) Sadamisaki est un astéroïde de la ceinture principale.

## Description
(100266) Sadamisaki est un astéroïde de la ceinture principale. Il fut découvert le 14 octobre 1994 à Kuma Kogen par Akimasa Nakamura. Il présente une orbite caractérisée par un demi-grand axe de 2,66 UA, une excentricité de 0,22 et une inclinaison de 13,0° par rapport à l'écliptique.
Il a été nommé d'après la péninsule de Sadamisaki, à l'ouest de l'île japonaise de Shikoku.

## Compléments